# Jean-Christophe Rufin
Pour les articles homonymes, voir Rufin.
Jean-Christophe Rufin, né le 28 juin 1952 à Bourges dans le Cher, est un médecin, écrivain et diplomate français.
Il reçoit en 1997 le Prix Goncourt du premier roman pour L'Abyssin et, en 2001, le Prix Goncourt pour son roman historique Rouge Brésil.
Il est élu en 2008 à l'Académie française, dont il devient alors le plus jeune membre. Ancien président d'Action contre la faim de 2002 à 2006, il a été ambassadeur de France au Sénégal et en Gambie.

## Biographie

### Enfance et formation
Après le départ du père de Jean-Christophe Rufin, vétérinaire, sa mère part travailler à Paris comme publicitaire. Elle ne peut éduquer seule son fils qui est alors élevé par ses grands-parents. Le grand-père, médecin, qui avait soigné des combattants lors de la Première Guerre mondiale, fut, pendant la Seconde, déporté deux ans à Buchenwald pour faits de résistance — il avait caché des résistants en 1940 dans sa maison de Bourges.
Jean-Christophe a 15 ans lors de la première transplantation cardiaque réalisée par le professeur Christiaan Barnard en 1967. Selon lui, elle fait entrer la médecine dans la modernité et décide de sa vocation,.
À 18 ans, il revoit son père par hasard. « J'avais choisi, à Bourges, le premier dispensaire venu pour me faire faire un vaccin. Une jeune femme qui y travaillait m'a demandé mon nom et a blêmi. C'était ma demi-sœur, elle m'a conduit auprès de notre père. Nos rapports ne furent jamais très bons. »
Après avoir fréquenté les lycées parisiens Janson-de-Sailly et Claude-Bernard, Jean-Christophe Rufin entre à la faculté de médecine de La Pitié-Salpêtrière et à l'Institut d'études politiques de Paris, dont il est diplômé en 1979 (section Relations internationales).
Il a affirmé, avoir dérobé, durant cette période, avec un ami étudiant en médecine, la moitié de tête de Ravachol, conservée dans du formol à l'École de médecine de Paris, pour impressionner une fille dont l'ami de Jean-Christophe Rufin était amoureux. Le vol rendu public et présenté par France-Soir comme la manifestation du renouveau anarchiste, les deux amis auraient décidé de la déposer au pied du Panthéon[source insuffisante].
En 1975, Jean-Christophe Rufin est reçu au concours d'internat à Paris – et choisit la neurologie comme spécialité – puis travaille à l'hôpital Rothschild, en salle commune. Pour son service militaire, il part en 1976 comme coopérant à Sousse en Tunisie où il exerce en obstétrique dans une maternité,.

### Carrière médicale
Interne de médecine en neurologie (1976-1981) principalement à La Salpêtrière, Jean-Christophe Rufin devient chef de clinique et assistant des hôpitaux de Paris (1981-1983), puis attaché (1983-1985) des hôpitaux de Paris. Ensuite, lors de ses passages en France, il pratique la médecine à l'hôpital de Nanterre (1994-1995) puis épisodiquement à l'hôpital Saint-Antoine à Paris (1995-1996). En 1997, il quitte son poste au Brésil et rentre en France pour diriger un pavillon de psychiatrie à l'hôpital Saint-Antoine. Au début de sa carrière, il s'essaie à la réflexion biologique en publiant en 1981 une surprenante théorie de l'évolution fixe, ou Évolutique, selon laquelle la diversité des formes vivantes serait contrainte par des schèmes préétablis et limités, à la façon du tableau périodique des éléments de Mendeleiev. Malgré l'effort de réflexion produit dans cet ouvrage, cette théorie pour laquelle aucune démonstration factuelle n'est fournie, est passée inaperçue et vite tombée dans l'oubli, persuadant probablement son auteur que sa vocation n'était pas là[source insuffisante].

### Carrière dans l'humanitaire
Comme médecin, Jean-Christophe Rufin est l'un des pionniers du mouvement humanitaire Médecins sans frontières (MSF) où il a été attiré par la personnalité de Bernard Kouchner et où il fréquenta Claude Malhuret. Pour MSF, il a dirigé de nombreuses missions en Afrique de l'Est et en Amérique latine. Sa première mission humanitaire est menée en 1976 en Érythrée, alors ravagé par la guerre. Il y pénètre incognito avec les forces rebelles érythréennes au sein des bataillons humanitaires. En Éthiopie, il rencontre Azeb, qui deviendra sa deuxième femme.
En 1985, Jean-Christophe Rufin devient le directeur médical d'Action contre la faim (ACF) en Éthiopie. Entre 1991 et 1993, il est vice-président de MSF mais son conseil d'administration lui demande de quitter l'association en 1993, au moment où il entre au cabinet de François Léotard, alors ministre de la Défense.
Entre 1994 et 1996, il est administrateur de la Croix-Rouge française.
En 1999, il est en poste au Kosovo comme administrateur de l’association Première Urgence, et dirige à l'École de guerre un séminaire intitulé « ONU et maintien de la paix ». Président d'ACF à partir de 2002, il quitte ses fonctions en juin 2006 pour se consacrer davantage à l'écriture. Il reste cependant président d'honneur de cette organisation non gouvernementale (ONG).

### Carrière dans les ministères et la diplomatie
Diplômé de l'Institut d'études politiques de Paris en 1980, Jean-Christophe Rufin devient, de 1986 à 1988, conseiller du secrétaire d'État aux Droits de l'homme, Claude Malhuret. En 1989-1990, il s'expatrie au Brésil comme attaché culturel et de coopération auprès de l'ambassade de France. En 1993, il entre au cabinet de François Léotard, ministre de la Défense, comme conseiller spécialisé dans la réflexion stratégique sur les relations Nord-Sud. En 1995, après la naissance de Valentine, son troisième enfant, née le 3 février, il quitte le ministère de la Défense et devient attaché culturel à Recife au Nordeste brésilien.

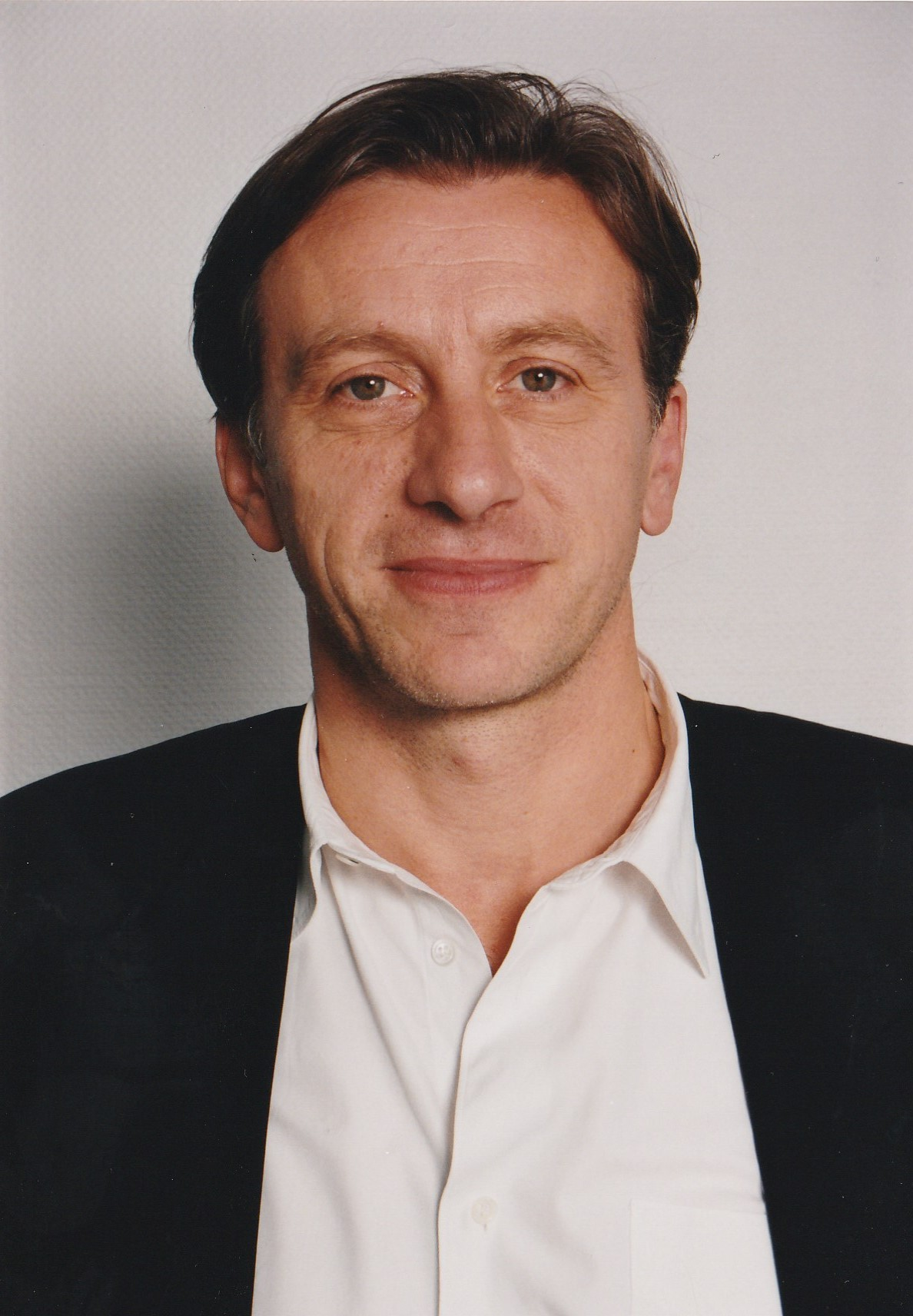
Jean-Christophe Rufin au Festival international de géographie en 1998.

Il collabore aux travaux de l’Institut de relations internationales et stratégiques en tant que directeur de recherche entre 1996 et 1999[réf. nécessaire].
Conduisant la mission humanitaire française en Bosnie-Herzégovine, il fait libérer onze otages français de l'association Première Urgence détenus par les Serbes de Bosnie, « en sympathisant avec les geôliers et en s'obligeant à boire avec eux ».
Dans le « rapport Rufin » (Chantier sur la lutte contre le racisme et l'antisémitisme), sorti le 19 octobre 2004, il attire l'attention sur l'antisémitisme, qui n'a pas, selon lui, à être fondu dans le racisme ou la xénophobie en général.
Le 3 août 2007, il est nommé ambassadeur de France au Sénégal et en Gambie sur la proposition du ministre des Affaires étrangères Bernard Kouchner. Il s'inscrit ainsi dans la tradition des écrivains-diplomates selon les journalistes de La Tribune.
Au premier semestre 2008, il participe avec les agents de la DGSE à la traque des fuyards d'Al-Qaïda après l'assassinat de touristes français en Mauritanie.
En décembre 2008, il déclare lors d'une conférence de presse : « Au Sénégal, il est très difficile de garder des secrets. Tout le monde sait tout, ou tout le monde croit tout savoir, donc dit n’importe quoi, et donc nous préférions dire les choses comme elles sont, le dire de façon transparente. » Cette remarque ne passe pas inaperçue, tant et si bien que la vice-présidente du Sénat sénégalais, Sokhna Dieng Mbacké, lui demande des excuses publiques pour ces propos « choquants, voire méprisants et insultants ». L'ambassadeur publie aussitôt un communiqué dans lequel il insiste sur « le caractère ironique et affectueux » de ces paroles « tenues sur le ton de la plaisanterie ». Cet incident n’aura pas de conséquences. Il poursuit son mandat jusqu’à son terme et quitte ses fonctions d'ambassadeur au Sénégal le 30 juin 2010.
En juillet 2011, dans le cadre des primaires, il est pressenti par Jean Michel Severino qui anime un groupe de travail consacré au développement pour le compte de Martine Aubry pour y figurer en tant qu’expert. Il ne participera finalement à aucune réunion.

### Carrière littéraire

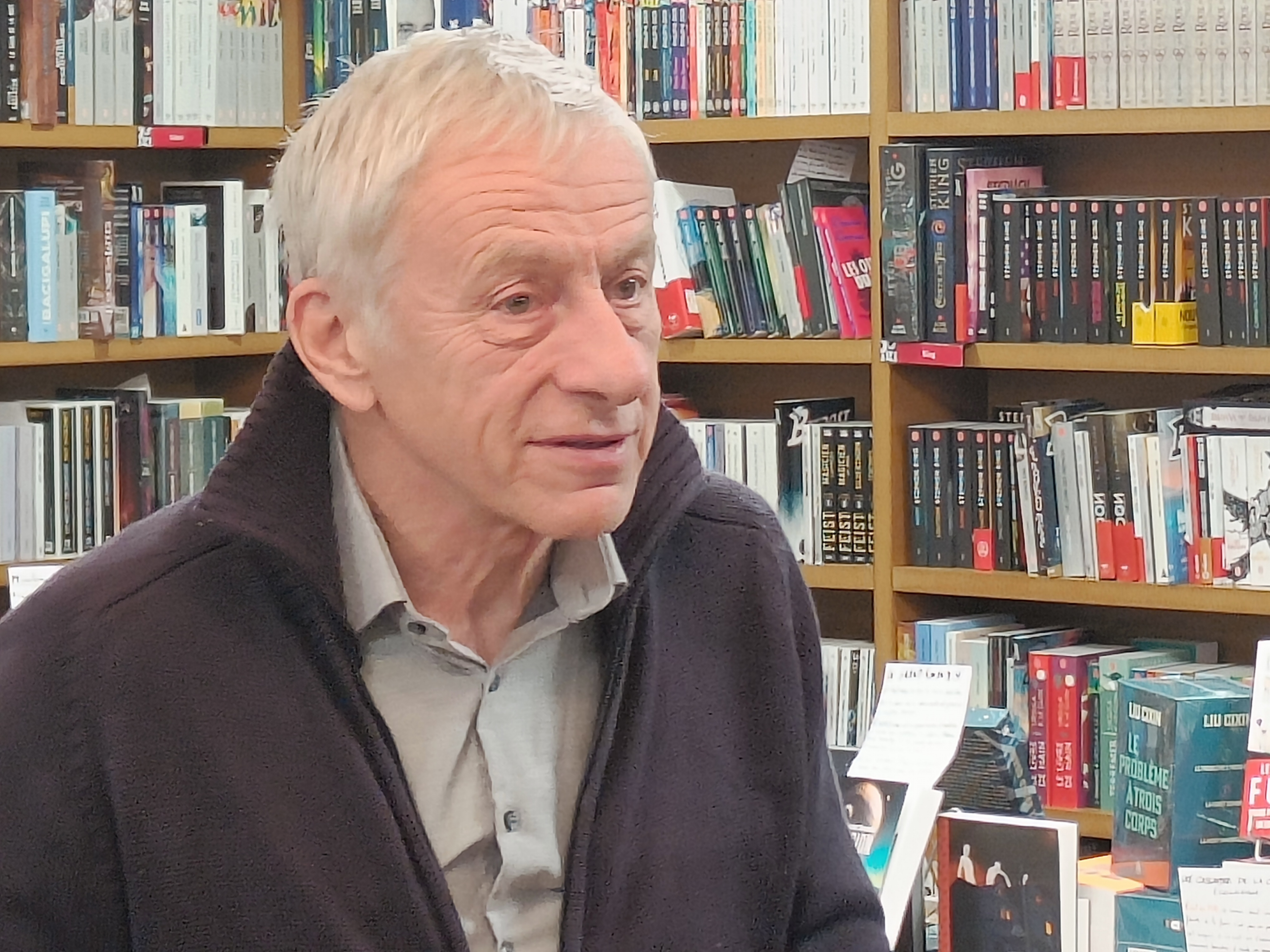
Jean-Christophe Rufin à la librairie Millepages de Vincennes, décembre 2024.

Jean-Christophe Rufin a consacré plus de vingt ans de sa vie à travailler dans des ONG au Nicaragua, en Afghanistan, aux Philippines, au Rwanda et dans les Balkans. Cette expérience du terrain l'a conduit à examiner le rôle des ONG dans les situations de conflit, notamment dans son premier essai, Le Piège humanitaire (1986), un essai sur les enjeux politiques de l'action humanitaire et les paradoxes des mouvements « sans frontières » qui, en aidant les populations, font le jeu des dictateurs, et dans son troisième roman, Les Causes perdues (1999). En 2018, il crée une série autour de Aurel Timescu, un consul qui mène des enquêtes. Il déclare que ce « double » lui permet de parler de la politique internationale contemporaine,.
Ses romans d'aventures, historiques, politiques, s'apparentent à des récits de voyage, la plupart du temps de nature historique, ainsi qu'à des romans d'anticipation.

« J'ai été déformé dans le sens du visuel. […] Comme le disait Kundera, il y a deux sortes d'écrivains : l'écrivain musicien et l'écrivain peintre. Moi je suis peintre. […] Quand on écrit, soit on écoute, soit on voit. On ne peut pas faire les deux en même temps. »

Pour son œuvre littéraire Jean-Christophe Rufin reçoit de nombreux prix dont le prix Goncourt en 2001 pour Rouge Brésil. Dans ce roman historique, il est question de la colonie catholique que le Français Nicolas Durand de Villegagnon et ses compagnons de voyage avaient pour mission de fonder avec le soutien du roi François Ier dans la baie de l'actuelle Rio de Janeiro. Jean-Christophe Rufin est élu à l'Académie française le 19 juin 2008 par 14 voix, contre 12 à l'écrivain et producteur Olivier Germain-Thomas, deux bulletins blancs, une croix, au fauteuil de l'écrivain Henri Troyat.
En mars 2018, le roman Le Collier rouge est adapté au cinéma par Jean Becker avec François Cluzet, Nicolas Duvauchelle et Sophie Verbeeck. Jean-Christophe Rufin participe au scénario.

### Autres fonctions
Par ailleurs, Jean-Christophe Rufin a été maître de conférences à l'Institut d'études politiques de Paris entre 1991 et 2002, puis à l'université Paris 13 (1993-1995) et à l'École de guerre (ancien Collège Interarmées de Défense).
Depuis 2005, il est aussi membre du conseil de surveillance du groupe Express-Expansion, et membre des conseils d'administration de l'Institut Pasteur, de France Télévisions et de l'OFPRA.
Il est par ailleurs membre du jury du prix Joseph-Kessel et a été en 2007 membre du jury du Festival du film documentaire de Monaco.
Le nom de Jean-Christophe Rufin a été attribué à la médiathèque municipale de Sens (Yonne) en mai 2013 car la ville souhaitait associer ce lieu à un écrivain reconnu. Un lien littéraire unit Sens à son roman Rouge Brésil grâce au personnage du chevalier de Malte Nicolas Durand de Villegagnon qui fut gouverneur de la Ville de Sens de 1567 à 1571.
Son nom a également été attribué à l'école élémentaire de Vignoux sur Barangeon (Cher) le 4 novembre 2016. Ce choix a été fait par les élèves de CM2, dans le cadre de réﬂexions voulue par l'Éducation Nationale menées autour de la laïcité. Ils avaient recherché des personnes pouvant incarner les valeurs de l’école : le goût des mots, la solidarité, la paix... Et pour eux, le nom de Jean-Christophe Rufin est associé à tout cela. Jean-Christophe Rufin était présent à la cérémonie[réf. nécessaire].
Depuis 2019, il préside le jury du Prix Orange du Livre. Le Dr Jean-Christophe Rufin a été nommé Président de la Fondation d'entreprise Sanofi Espoir le 18 septembre 2020.
En décembre 2022, TotalEnergie lui commande un rapport sur la situation socio-économique et humanitaire au Mozambique, dans le cadre du projet gazier Eacop. Ce rapport a été présenté le 26 mai 2023, lors de l'assemblée générale annuelle de l'entreprise. Il identifie plusieurs problèmes : des délais d'indemnisation des personnes déplacées trop longs et un risque de surexploitation des zones de pêche attribuées aux pêcheurs déplacés. Le rapport ne porte cependant pas sur la question de l'impact climatique.

### Vie privée
Jean-Christophe Rufin a trois enfants. Sa première épouse était d'origine russe, avec laquelle il a eu un fils, Maurice, qui a été vers 2018 à la tête de l'Institut français à Bakou, en Azerbaïdjan. Puis, il rencontre en Érythrée Azeb, une Éthiopienne d'une grande famille amharas qu'il épouse à trois reprises les 15 février 1986, 24 août 1999 dans le 6e arrondissement de Paris et 25 août 2007 à Saint-Gervais-les-Bains. Il divorce d’Azeb en décembre 2017. De la deuxième union naissent deux filles : Gabrielle (en 1992) et Valentine (en 1995).
Jean Christophe Rufin s’est marié le 25 avril 2025 à l’ambassade de France de Tirana, en Albanie avec Ingrid Glowacki,
Jean-Christophe Rufin réside les deux tiers de l'année à Saint-Nicolas-de-Véroce dans le massif du Mont-Blanc, dans une ancienne grange abandonnée du village entièrement démontée et remontée dans les années 1980 et qu'il a achetée au début des années 2000, où il s'enferme pour écrire durant l'hiver avant d'y revenir de juin à septembre.
Ce passionné de montagne est ami avec l'écrivain Sylvain Tesson et Christophe Raylat, patron des Éditions Guérin, avec lesquels il pratique cyclisme et alpinisme.

## Œuvre littéraire

### Essais
- L'évolution fixe. Principes d'évolutique générale., PUF, 1981.
- Le Piège humanitaire – Quand l'humanitaire remplace la guerre,  éd. Jean-Claude Lattès, 1986.
- L'Empire et les Nouveaux Barbares,  éd. Jean-Claude Lattès, 1991 ; nouvelle édition revue et augmentée Jean-Claude Lattès, 2001 (un essai de politique internationale qui compare l’Occident à l’Empire romain menacé par les barbares : « Aujourd’hui, c’est l’Est qui demande des aides pour son développement. Quant au Sud, il s’arme maintenant contre le Nord. »)
- La Dictature libérale,  éd. Jean-Claude Lattès, 1994, prix Jean-Jacques-Rousseau 1994.
- L'Aventure humanitaire, coll. « Découvertes Gallimard / Histoire » (no 226),  éd. Gallimard, 1994.
- Géopolitique de la faim – Faim et responsabilité, Presses Universitaires de France, 2004, 243 p.  (ISBN 978-2-1305-4550-7)

### Romans, récits et nouvelles
- L'Abyssin, éditions Gallimard, 1997  (ISBN 2-07-074652-6) – prix Goncourt du premier roman et prix Méditerranée ; 300 000 exemplaires vendus et 19 traductions.
- Sauver Ispahan, Gallimard, 1998.
- Les Causes perdues, Gallimard 1999 – prix Interallié 1999, Prix littéraire de l'armée de terre - Erwan Bergot 1999 ; réédité avec le titre Asmara et les Causes perdues en « Folio ».
- Rouge Brésil, Gallimard, 2001  (ISBN 2-07-030167-2) – prix Goncourt 2001 ; en « Folio » no 3906.
- Globalia, Gallimard, 2003  (ISBN 2-07-073729-2) ; en « Folio »  (ISBN 2-07-030918-5).
- La Salamandre, Gallimard, 2005 ; en « Folio »  (ISBN 2-07-032876-7).
- Le Parfum d'Adam, éditions Flammarion, 2007.
- Un léopard sur le garrot, Gallimard, 2008 (autobiographie) ; en « Folio » no 4905  (ISBN 2-07-035991-3).
- Katiba, Flammarion, 2010  (ISBN 2-08-120817-2 et 978-2-0812-0817-9).
- Sept histoires qui reviennent de loin (nouvelles), Gallimard, 2011  (ISBN 978-2-07-013412-0).
- Le Grand Cœur, Gallimard, 2012  (ISBN 978-2-07-011942-4).
- Immortelle Randonnée : Compostelle malgré moi, éditions Guérin, 2013  (ISBN 978-2-35221-061-0)
- Le Collier rouge, Gallimard, 2014  (ISBN 978-2-07013-7978) – prix Maurice-Genevoix
- Check-point, Gallimard, 2015  (ISBN 978-2-07014-641-3)
- Le Tour du monde du roi Zibeline, Gallimard, 2017  (ISBN 978-2-07-017864-3)
- Les Sept Mariages d'Edgar et Ludmilla, Gallimard, 2019  (ISBN 978-2-07-27-4315-3)
- Les Flammes de Pierre : roman, Paris/53-Mayenne, Gallimard, 2021, 352 p. (ISBN 978-2-0729-3011-9)
- D'or et de jungle, Calmann-Lévy, 2024, 400 p. (ISBN 9782702187548)[34]
- Sur le fleuve Amazone, Calmann-Levy, 2024, carnet de voyage, dessins et texte
- Un été avec Alexandre Dumas, Éditions des Équateurs, 2025  (ISBN 978-2-38-284838-8)

### Série: Les énigmes d'Aurel le Consul
1. Le Suspendu de Conakry, éditions Flammarion, 2018 ; en « Folio » no 6676  (ISBN 978-2-0727-8531-3).
2. Les Trois femmes du consul, éditions Flammarion, 2019,  (ISBN 978-2-0814-2025-0)
3. Le Flambeur de la Caspienne, éditions Flammarion, 2020,  (ISBN 978-2-0814-2847-8)
4. La Princesse au petit moi, éditions Flammarion, 2021, 400 p.  (ISBN 978-2-0802-3804-7)
5. Notre otage à Acapulco, éditions Flammarion, 2022, 382 p.  (ISBN 9782080251374)
6. Le Revenant d'Albanie, Calmann-Lévy, 2025

### En collaboration
- Économie des guerres civiles, avec François Jean, éditions Hachette, 1996.
- Mondes rebelles, avec Arnaud de La Grange et Jean-Marc Balancie, éditions Michalon, 1996.
- Qui est Daech?, avec Edgar Morin, Régis Debray, Michel Onfray, Tahar Ben Jelloun, Olivier Weber et Gilles Kepel, éditions Philippe Rey, 2015.

### Préfaces
- L'Europe, vues d'Afrique, recueil de nouvelles, éditions Le Cavalier Bleu & Le Figuier, 2004
- Sénégal, Sine Saloum, la forêt de l'océan. photos Frédérick Vézia, éditions de la Martinière, 2009

## Prix littéraires
- Prix Goncourt du premier roman 1997, pour son roman L'Abyssin.
- Prix Méditerranée 1997, pour son roman L'Abyssin.
- Prix Interallié 1999, pour son roman Les Causes perdues.
- Prix Erwan-Bergot 1999, pour son roman Les Causes perdues.
- Prix Goncourt 2001 et Grand prix de l'Académie de marine, pour son roman Rouge Brésil[2].
- Plume d'Or 2001 de la Société des auteurs savoyards.
- Prix Nomad 2013, pour le récit Immortelle Randonnée : Compostelle malgré moi[35].
- Prix Maurice Genevoix 2014, pour Le Collier Rouge.[36]
- Prix Grand Témoin 2015, pour son roman Check-point[37].
- Prix Arsène Lupin 2018, pour son roman Le suspendu de Conakry.

## Distinctions
- Docteur honoris causa de l'Université Laval (Québec) et de l'université catholique de Louvain (Belgique) (2006)
- Officier de la Légion d'honneur (2013 ; chevalier en 2003)[38]
- Commandeur de l'ordre des Arts et des Lettres, de plein droit en tant que membre du conseil de l'Ordre des Arts et des Lettres[39]
- Commandeur de l'ordre national du Lion du Sénégal (2012)[40]
- Commandeur de l'ordre du Rio Branco[41]
- Chevalier de l'ordre pro Merito Melitensi[41]
- Chevalier de l'ordre du Mérite culturel de Monaco[42]